# Évolution du Collège cardinalice sous le pontificat de Jean-Paul Ier
Cet article présente les évolutions au sein du Sacré Collège ou collège des cardinaux au cours du pontificat du pape Jean-Paul Ier, de l'ouverture du conclave qui l'a élu le 25 août 1978 jusqu'au 14 octobre 1978 date de l'ouverture du conclave qui devait élire son successeur.

## Évolution numérique au cours du pontificat
| Date       | Événement                                                               | Pays | Electeurs | Non Votants | Total |
| ---------- | ----------------------------------------------------------------------- | ---- | --------- | ----------- | ----- |
| 25/08/1978 | Cardinaux au moment du Conclave d'août 1978                             |      | 114       | 15          | 129   |
|            |                                                                         |      |           |             |       |
| 26/08/1978 | Élection papale du cardinal Albino Luciani sous le nom de Jean-Paul Ier |      | 113       | 15          | 128   |
| 11/09/1978 | Décès du cardinal Valerian Gracias                                      |      | 112       | 15          | 127   |
|            |                                                                         |      |           |             |       |
| 28/09/1978 | Décès du pape Jean-Paul Ier                                             |      | 112       | 15          | 127   |
| 14/10/1978 | Décès du cardinal Bolesław Filipiak                                     |      | 111       | 15          | 126   |